# Байюньшань (Гуандун)
Байюньшань (кит. упр. 白雲山, пиньинь Báiyún Shān, букв. «Горы белых облаков») — горы, расположенные в 17 километрах к северу от Гуанчжоу (Китай) и занимающие площадь около 28 км².

## Этимология
Своё наименование горы получили от того, что каждый раз, когда светит солнце после дождей, вокруг гор зависает полоса красивых белых облаков.

## Интересный факт
В 1930 году в холодных пресноводных речушках на территории этой местности обнаружены китайские гольяны, которые были выделены в 1932 году в отдельный род и стали популярными аквариумными рыбками во всём мире.